# Marcilloles
Marcilloles est une commune française située dans le département de l'Isère en région Auvergne-Rhône-Alpes.
Autrefois rattachée à la province royale du Dauphiné, la commune est depuis 2014 adhérente à la Communauté de communes Bièvre Isère et ses habitants de la commune sont dénommés les Marcillolais.

## Géographie

### Situation et description
Positionnée entre Lyon, Grenoble, Valence et Bourgoin-Jallieu, Marcilloles se trouve plus précisément dans la Plaine de Bièvre, dans le secteur du Bas Dauphiné, en Isère
La commune est située à 30 km de Bourgoin-Jallieu et à 7 km de La Côte-Saint-André.

### Communes limitrophes
|       | Penol               |          |
| Pajay | Marcilloles         | Sardieu  |
|       | Thodure / Viriville | Chatenay |

### Climat
Pour des articles plus généraux, voir Climat d'Auvergne-Rhône-Alpes et Climat de l'Isère.
En 2010, le climat de la commune est de type climat océanique altéré, selon une étude du Centre national de la recherche scientifique s'appuyant sur une série de données couvrant la période 1971-2000. En 2020, Météo-France publie une typologie des climats de la France métropolitaine dans laquelle la commune est exposée à un climat de montagne ou de marges de montagne et est dans une zone de transition entre les régions climatiques « Moyenne vallée du Rhône » et « Alpes du nord ». 
Pour la période 1971-2000, la température annuelle moyenne est de 11,4 °C, avec une amplitude thermique annuelle de 17,7 °C. Le cumul annuel moyen de précipitations est de 959 mm, avec 9 jours de précipitations en janvier et 6,2 jours en juillet. Pour la période 1991-2020, la température moyenne annuelle observée sur la station météorologique de Météo-France la plus proche, « Grenoble-Saint-Geoirs », sur la commune de Saint-Étienne-de-Saint-Geoirs à 13 km à vol d'oiseau, est de 11,5 °C et le cumul annuel moyen de précipitations est de 915,1 mm,. Pour l'avenir, les paramètres climatiques de la commune estimés pour 2050 selon différents scénarios d'émission de gaz à effet de serre sont consultables sur un site dédié publié par Météo-France en novembre 2022.

### Hydrographie
Le territoire communal est traversé par le ruisseau du Rival (ou Raille).

### Voies de communication
La limite nord de la commune est en grande partie matérialisée par la route départementale D 519 (RD519).

## Urbanisme

### Typologie
Au 1er janvier 2024, Marcilloles est catégorisée commune rurale à habitat dispersé, selon la nouvelle grille communale de densité à sept niveaux définie par l'Insee en 2022.
Elle est située hors unité urbaine. Par ailleurs la commune fait partie de l'aire d'attraction de La Côte-Saint-André, dont elle est une commune de la couronne,. Cette aire, qui regroupe 8 communes, est catégorisée dans les aires de moins de 50 000 habitants,.

### Occupation des sols
L'occupation des sols de la commune, telle qu'elle ressort de la base de données européenne d’occupation biophysique des sols Corine Land Cover (CLC), est marquée par l'importance des territoires agricoles (77,7 % en 2018), en diminution par rapport à 1990 (89,1 %). La répartition détaillée en 2018 est la suivante : 
terres arables (77,7 %), zones urbanisées (14,1 %), forêts (4,8 %), zones industrielles ou commerciales et réseaux de communication (3,4 %). L'évolution de l’occupation des sols de la commune et de ses infrastructures peut être observée sur les différentes représentations cartographiques du territoire : la carte de Cassini (XVIIIe siècle), la carte d'état-major (1820-1866) et les cartes ou photos aériennes de l'IGN pour la période actuelle (1950 à aujourd'hui).

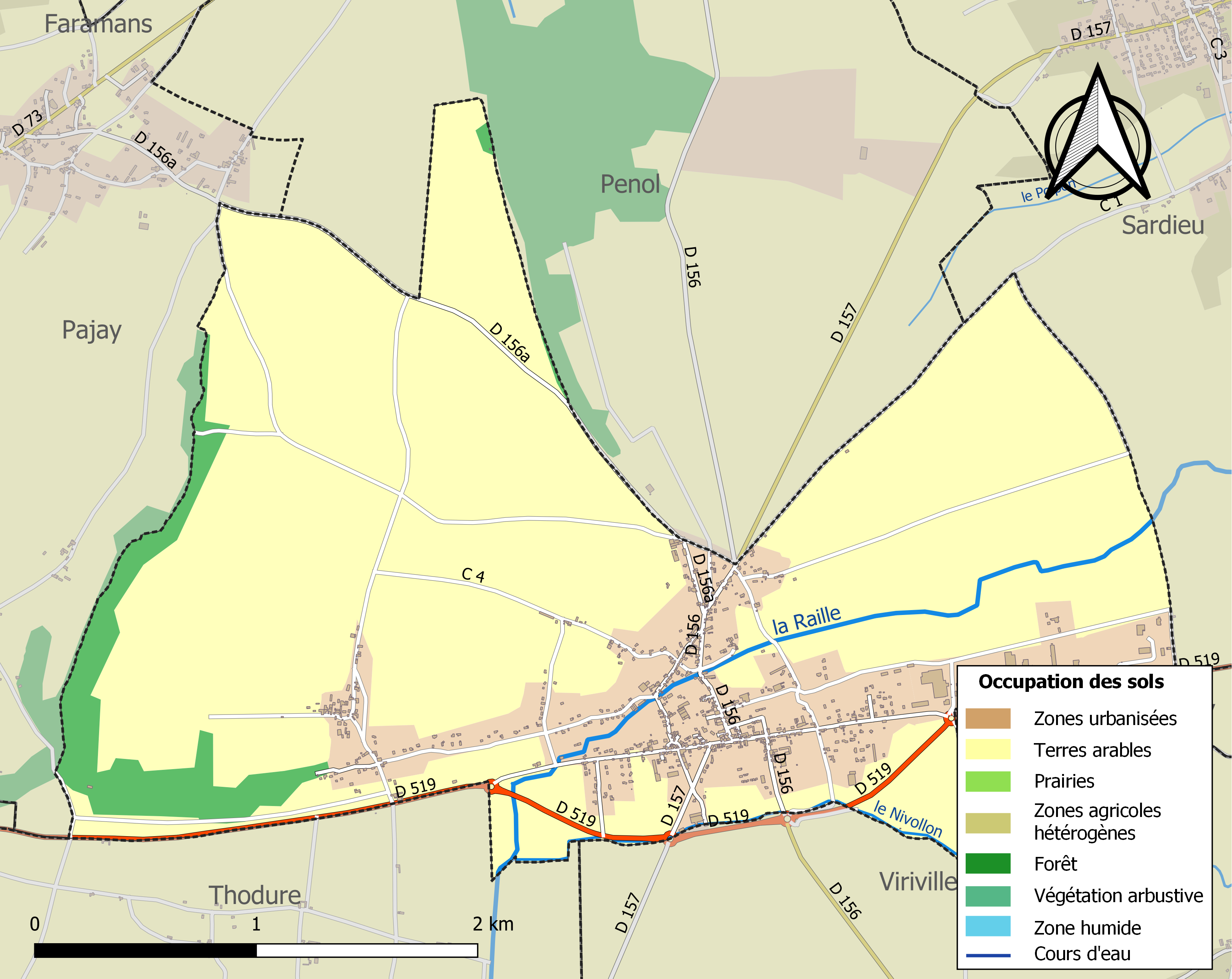
Carte des infrastructures et de l'occupation des sols de la commune en 2018 (CLC).

### Risques naturels et technologiques

#### Risques sismiques
L'ensemble du territoire de la commune de Marcilloles est situé en zone de sismicité no 3, comme la plupart des communes de son secteur géographique.
| Type de zone | Niveau            | Définitions (bâtiment à risque normal) |
| ------------ | ----------------- | -------------------------------------- |
| Zone 3       | Sismicité modérée | accélération = 1,1 m/s2                |

## Histoire

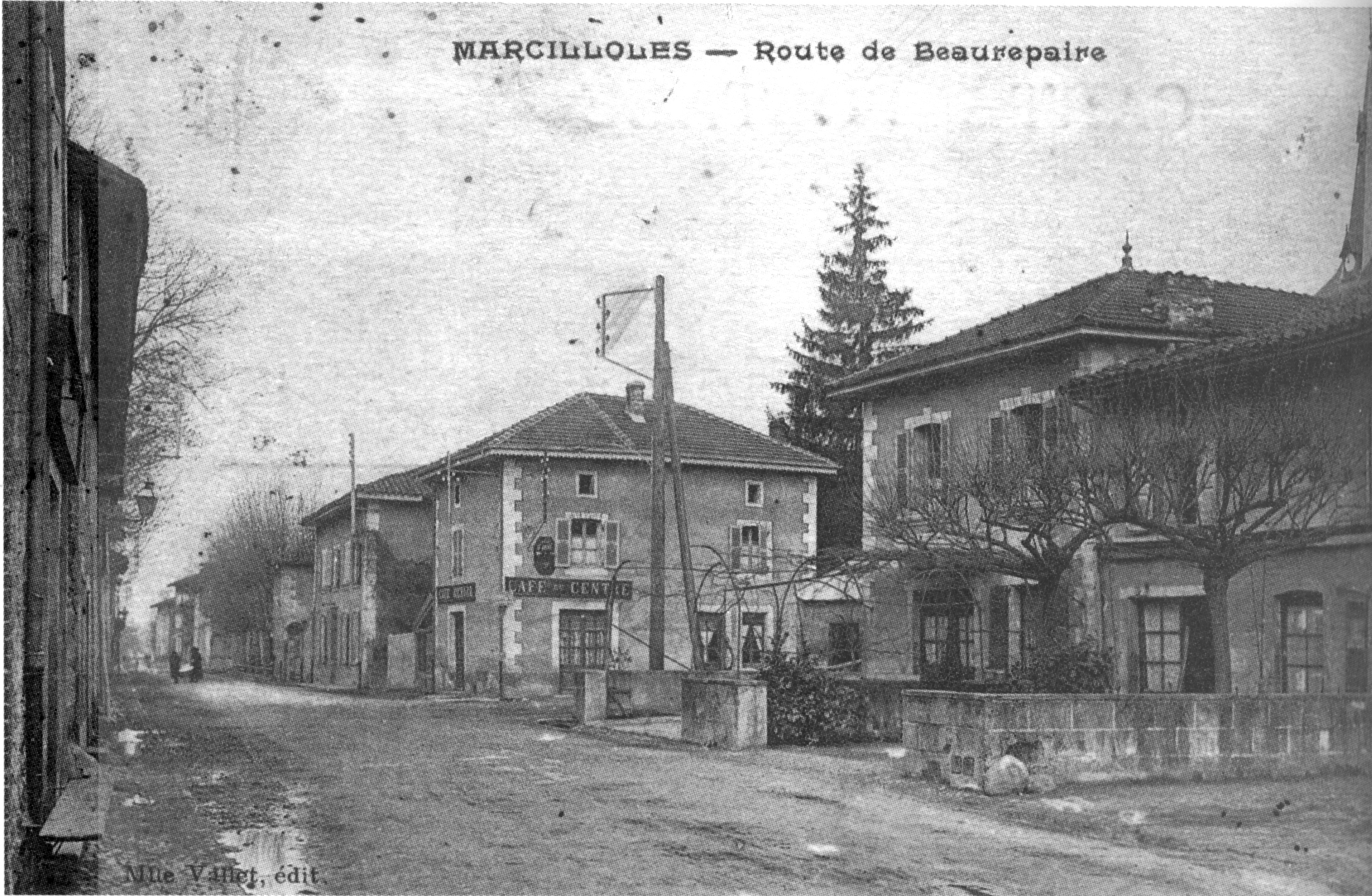
La route de Beaurepaire vers 1930.

### Autres périodes
En 1938 le basket club Marcilloles voit le jour. Georges Sage, Édouard Poncet, Francis Biglia font partie des bénévoles historiques.

## Politique et administration

### Liste des maires
| Période                                  | Période  | Identité              | Étiquette | Qualité                                                                          |
| ---------------------------------------- | -------- | --------------------- | --------- | -------------------------------------------------------------------------------- |
| 1947                                     | 1977     | Raymond Bouillol      | CNIP      | Médecin - Conseiller général du canton de Roybon (1951-1988), député (1958-1962) |
| 1977                                     | ?        | Maurice Point         |           |                                                                                  |
| mars 2017                                | En cours | Mme. Dominique Primat |           | Agricultrice                                                                     |
| Les données manquantes sont à compléter. |          |                       |           |                                                                                  |

## Population et société

### Démographie
L'évolution du nombre d'habitants est connue à travers les recensements de la population effectués dans la commune depuis 1793. Pour les communes de moins de 10 000 habitants, une enquête de recensement portant sur toute la population est réalisée tous les cinq ans, les populations de référence des années intermédiaires étant quant à elles estimées par interpolation ou extrapolation. Pour la commune, le premier recensement exhaustif entrant dans le cadre du nouveau dispositif a été réalisé en 2004.

En 2022, la commune comptait 1 186 habitants, en évolution de +10,74 % par rapport à 2016 (Isère : +3,07 %, France hors Mayotte : +2,11 %).
| 1793 | 1800 | 1806 | 1821 | 1831 | 1836 | 1841 | 1846 | 1851 |
| ---- | ---- | ---- | ---- | ---- | ---- | ---- | ---- | ---- |
| 518  | 532  | 575  | 576  | 667  | 749  | 719  | 726  | 810  |

| 1856 | 1861 | 1866  | 1872 | 1876 | 1881 | 1886 | 1891 | 1896 |
| ---- | ---- | ----- | ---- | ---- | ---- | ---- | ---- | ---- |
| 809  | 805  | 1 019 | 910  | 915  | 860  | 892  | 837  | 840  |

| 1901 | 1906 | 1911 | 1921 | 1926 | 1931 | 1936 | 1946 | 1954 |
| ---- | ---- | ---- | ---- | ---- | ---- | ---- | ---- | ---- |
| 848  | 787  | 794  | 728  | 750  | 708  | 745  | 711  | 706  |

| 1962 | 1968 | 1975 | 1982 | 1990 | 1999 | 2004 | 2006 | 2009 |
| ---- | ---- | ---- | ---- | ---- | ---- | ---- | ---- | ---- |
| 624  | 644  | 629  | 647  | 719  | 758  | 826  | 861  | 984  |

| 2014  | 2019  | 2022  | - | - | - | - | - | - |
| ----- | ----- | ----- | - | - | - | - | - | - |
| 1 029 | 1 176 | 1 186 | - | - | - | - | - | - |

### Enseignement
La commune est rattachée à l'Académie de Grenoble et elle gère une école primaire publique  rénovée et agrandie en 2022 . 
Le collège de secteur, Marcel Mariotte , situé à St Simeon de Bressieux, accueille les élèves de la 6eme à la 3eme. 
La commune est rattachée au secteur du lycée Hector Berlioz à La Côte St André. Il propose entre autres, en plus des 7 spécialités communes à la plupart des lycées généraux, la spécialité Sciences de l’Ingénieur, une section Européen Anglais, une section Européen Italien, un Bac Français International Anglais-Italien, une préparation "Sciences Po".

### Médias
Historiquement, le quotidien à grand tirage Le Dauphiné libéré consacre, chaque jour, y compris le dimanche, dans son édition du Nord-Isère, un ou plusieurs articles à l'actualité du canton et quelquefois de la commune, ainsi que des informations sur les éventuelles manifestations locales, les travaux routiers, et autres événements divers à caractère local.
Ici Isère est la radio publique qui émet sur son territoire ainsi que dans tout le département de l'Isère.

### Cultes
La communauté catholique de Marcilloles et son église (propriété de la commune) relève de la paroisse Saint Pierre des Chambarands qui regroupe huit église de la région et une abbaye, située dans la commune. Cette paroisse est rattachée au Diocèse de Grenoble-Vienne.

## Culture et patrimoine

### Lieux et monuments

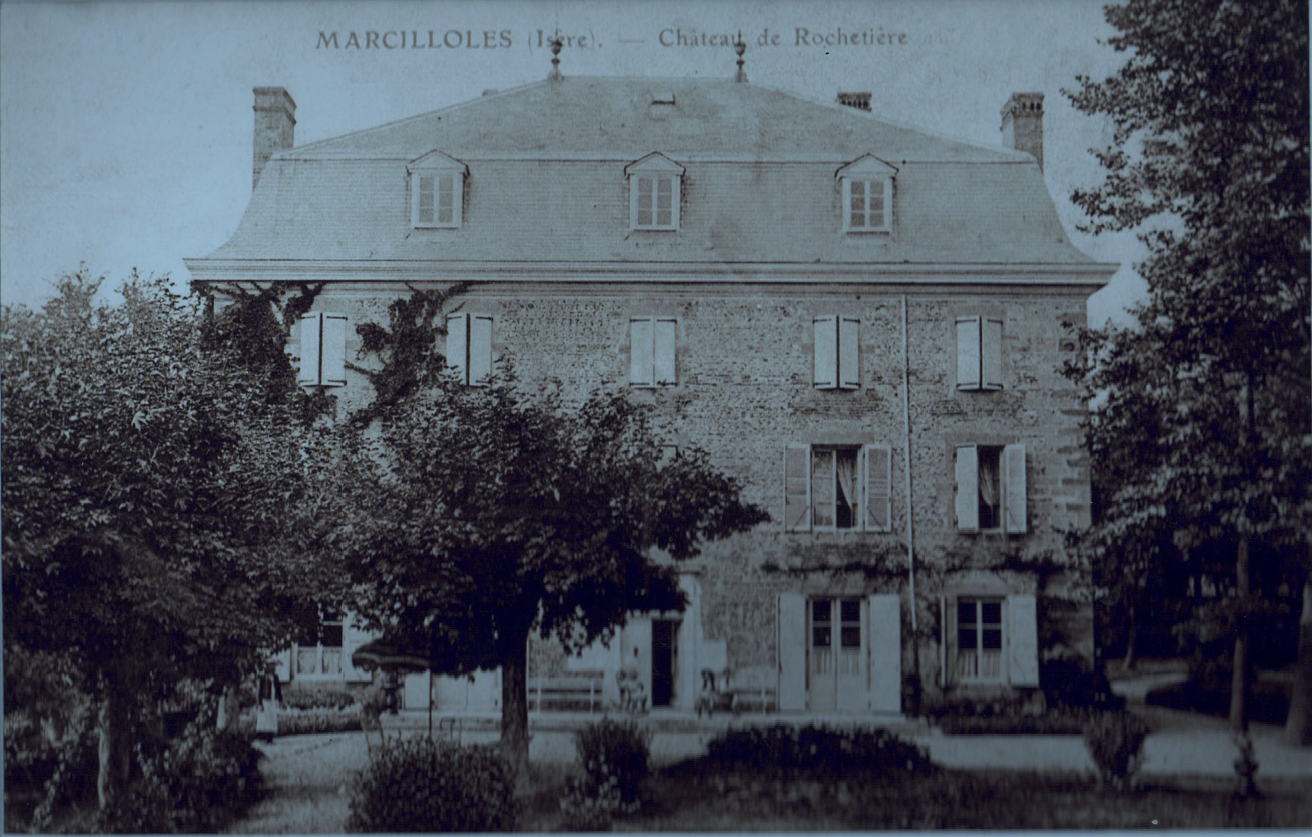
Carte postale ancienne du château de la Rochetière à Marcilloles.

Marcilloles conserve plusieurs monuments, :
- le monument aux morts communal ;
- l'église paroissiale Saint-Nicolas de Marcilloles, reconstruite au XIXe siècle, conserve un orgue coffre ;
- les bâtiments en pisé, au soubassement en galets ;
- les fours (four banal des Poipes) ;
- ferme du XVIIIe siècle, du type dissocié, aux Poipes ;
- la maison dite "La Mange", qui présente des décors peints ;
- le château de la Rochetière, demeure du XIXᵉ siècle ayant appartenu à Henry Meyer.

### Héraldique
|  | Marcilloles possède des armoiries dont l'origine et le blasonnement exact ne sont pas disponibles. |